# Liam Farley
William Farley, detto Liam (Chicago, 20 settembre 1994), è un ex cestista statunitense.